# Euphorbia mwinilungensis
Euphorbia mwinilungensis är en törelväxtart som beskrevs av Leslie Larry Charles Leach. Euphorbia mwinilungensis ingår i släktet törlar, och familjen törelväxter. Inga underarter finns listade i Catalogue of Life.